# Tournoi de tennis de Jingshan
Le tournoi de tennis de Jingshan est un tournoi de tennis féminin du circuit professionnel WTA qui se joue sur dur en extérieur.
Il est initialement créé en 2025 pour rejoindre les tournois classés en WTA 125.

## Palmarès

### Simple
| No | Date       | Nom et lieu du tournoi  | Catégorie | Dotation  | Surface    | Vainqueure | Finaliste | Score |         |
| -- | ---------- | ----------------------- | --------- | --------- | ---------- | ---------- | --------- | ----- | ------- |
| 1  | 22-09-2025 | Jingshan Open, Jingshan | WTA 125   | 115 000 $ | Dur (ext.) |            |           | NC    | Tableau |

### Double
| No | Date       | Nom et lieu du tournoi | Catégorie | Dotation  | Surface    | Vainqueures | Finalistes | Score |         |
| -- | ---------- | ---------------------- | --------- | --------- | ---------- | ----------- | ---------- | ----- | ------- |
| 1  | 22-09-2025 | Jingshan Open Jingshan | WTA 125   | 115 000 $ | Dur (ext.) |             |            | NC    | Tableau |

## Navigation
Erreur : il n’existe pas de modèle {{Palette Tournoi de tennis de Jingshan (WTA)}} (aide)